# История Сингапура
Историю Сингапура можно проследить с III века н. э., когда он впервые упоминается в китайских хрониках под названием Пулочжун. В VIII веке на острове возник порт Темасек — один из центров морской торговли государства Шривиджая с центром на Суматре в Палембанге. В 1025 году он подвергся опустошительному нападению флота тамильского царя Раджендры из династии Чола.
Важность острова заметно выросла в XIV веке во времена правления в Шривиджае принца Парамесвара, когда здесь был заложен важный порт. В 1613 году порт уничтожили ачехские пираты.
Современная история Сингапура начинается в 1819 году, когда английский государственный деятель Стэмфорд Раффлз основал британский порт на острове. В британское колониальное правление возросла его важность как центра китайско-индийской торговли и свободного порта в Юго-Восточной Азии. Поселение быстро превратилось в крупный портовый город.
В период Второй мировой войны Сингапур захватила Японская империя, оккупация продолжалась с 1942 по 1945 год. После войны Сингапур вернулся под британский контроль, но с большим уровнем самоуправления, что в конечном итоге закончилось слиянием Сингапура с Малайской Федерацией и образованием Малайзии в 1963 году. Однако гражданские волнения и конфликт между Партией народного действия и Национальным фронтом Малайзии привели к отделению Сингапура. 9 августа 1965 года Сингапур становится независимым государством.
Представ перед жилищным кризисом и высоким уровнем безработицы, Сингапур начал программу модернизации, которая была нацелена на развитие промышленной отрасли. Строились большие массивы социального жилья, вкладывались значительные средства в образование. Со времён независимости экономика Сингапура росла в среднем девять процентов в год. На конец 1990-х годов это была одна из богатейших стран мира с развитой рыночной экономикой, крепкими международными торговыми связями и вторым по высоте показателем ВВП на душу населения в мире после Люксембурга на октябрь 2020.

## Сингапур до начала XIX века
Первые упоминания о Сингапуре имеются в китайских хрониках III века, где он упоминается, как Пулочжун (蒲罗中) — транслитерация малайского Pulau Ujong («остров в конце»). Остров был оплотом империи Шривиджая, с центром на Суматре, и носил имя Тумасик (от яв. Tumasik — Морской город). Тумасик в какое-то время был важным торговым центром, но потом пришёл в упадок. Осталось очень мало свидетельств о городе Тумасик кроме отдельных археологических находок.
В XII веке на острове Сингапур вновь появился процветающий центр торговли, где встречались китайские и индийские купцы для обмена товаром. В 1365 году это торговое поселение было разрушено яванской империей Маджапахит. В XV—XVI веках Сингапур входил в состав султаната Джохор. Под названием «Сингапола» упоминается в работе Антонио Пигафетты (участника кругосветного путешествия Магеллана). Во время Малайско-португальской войны 1617 Сингапур атаковался португальскими войсками.
Долгое время Сингапур не играл роли в развитии Юго-Восточной Азии, являясь лишь частью различных государственных образований. Со временем этот остров попал под британское влияние и стал частью британской Ост-Индской компании.

## Под властью Британии
Хотя сначала Великобритания видела в Сингапуре только торговый пункт на пути доставки британских товаров в Китай, она быстро оценила все плюсы его расположения в заливе. Одновременно с распространением влияния Великобритании на полуострове Малакка британские купцы заняли доминирующее положение. В 1819 году англичане на острове Сингапур основали одноимённый порт для своей Ост-Индской компании, до этого там проживали всего несколько семей местных рыбаков. Таким образом Великобритания опередила Голландию в колонизации этих территорий. В 1824 году было подписано соглашение, согласно которому Голландия уступала Великобритании также полуостров Малакка, а взамен получала неограниченные права на остров Суматра. Благодаря этому влияние англичан в регионе сильно увеличилось. Сам Сингапур рос и процветал под британским покровительством.
В 1826 Сингапур был объединён с островом Пинанг и городской агломерацией Малакка в единую колонию англичан Стрейтс-Сетлментс. В 1832 Сингапур стал столицей колонии. В 1867 Стрейтс-Сетлментс, получивший статус коронной колонии, перешёл под управление к министерству колоний Великобритании. Город по прежнему процветал. Его благосостоянию поспособствовало сооружение многочисленных путей сообщения: путепровод через пролив Джохор, соединивший остров с материком, железная дорога через Малакку к Бангкоку и т. д.

## Сингапур воВторой мировой войне
В 1922 году англичане сделали Сингапур своей главной опорной военной базой в регионе, предварительно укрепив город и увеличив в нём гарнизон. Несмотря на это, 15 февраля 1942 года в город вошли японские войска. Весь оставшийся период времени до капитуляции Японии Сингапур контролировался японцами и был освобождён только после окончания Второй мировой войны в 1945 году.

## Обретение самоуправления
В 1946 году колония Стрейтс-Сетлментс распалась. Пинанг и Малакка стали частью Малайского союза, а сам Сингапур стал отдельной колонией британцев.
С Великобританией были проведены переговоры. По их итогам в 1959 году город был провозглашён «автономным государством» в составе Содружества. Управление Сингапуром перешло в руки к Законодательной ассамблее и избираемому из её состава кабинету министров. Во главе кабинета министров встал премьер-министр. В том же году ПНД выиграла выборы в Законодательную ассамблею, и её лидер Ли Куан Ю стал премьер-министром.
Новое правительство придерживалось умеренного курса как во внешней, так и во внутренней политике. Спустя некоторое время появилось левое крыло партии, несогласное с большинством. В 1961 году оно отделилось от ПНД, образовав Социалистический фронт «Барисан Сосиалис». Премьер-министр Ли Куан Ю обвинил новую партию в том, что она является прикрытием для коммунистов, после чего провёл аресты видных членов партии. Особенно сокрушительной акцией против оппозиции стала операция «Колдстор» 2 февраля 1963 года, когда на основании Закона о внутренней безопасности было арестовано 107 политических и профсоюзных деятелей левого толка. Их обвинили в связях с индонезийской разведкой, в поддержке восстания в Брунее, заговоре против создания Малайзии и по свержению сингапурского правительства. Без суда и следствия они провели многие годы в застенке. Журналист и лидер Народной партии Сингапура Саид Захари был освобождён лишь после 17-летнего заточения. Опасения насчёт того, что к власти в Сингапуре могут прийти коммунисты, вынудили правительство пойти на переговоры с Малайской Федерацией. Результатом переговоров стало слияние этих государств и образование Малайзии в 1963 году.

## Отделение от Малайзии. Настоящее время
Сразу после слияния между Сингапуром и правительством конфедерации возникли разногласия. Ли Куан Ю совершил попытку распространить своё политическое влияние на всех китайцев государства, которые составляли треть всего населения страны. Постоянные разногласия привели к тому, что парламент Малайзии проголосовал за исключение Сингапура из состава Малайзии. 9 августа 1965, после двух лет пребывания в составе федерации, Сингапур обрёл независимость.

### 1965—1979

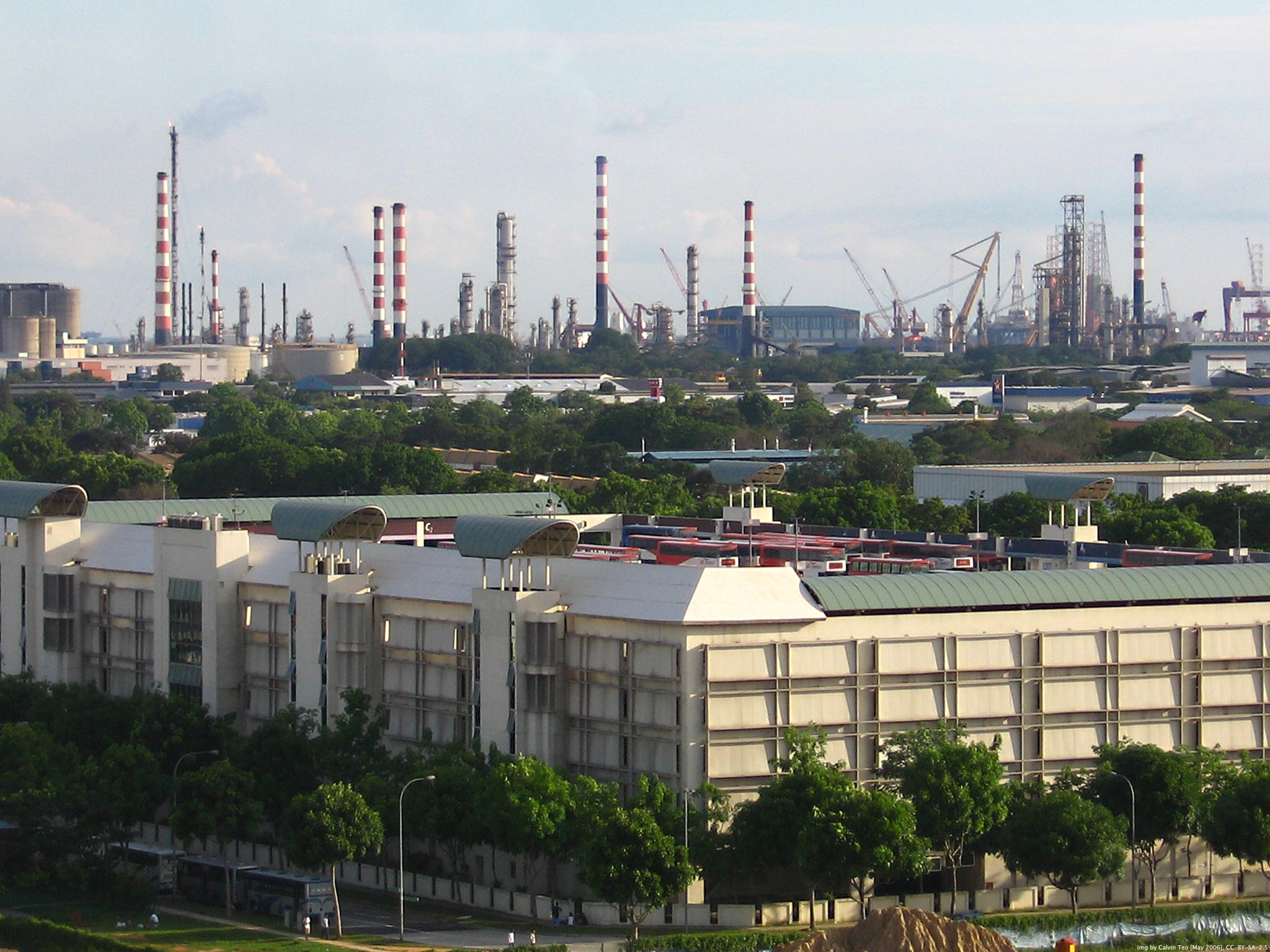
Промышленный район Джуронг, построен в 1960-е годы для индустриализации экономики.

После неожиданного обретения независимости перед Сингапуром лежало будущее, полное неопределённости. В это время шла Индонезийско-малайзийская конфронтация и, кроме того, консервативная фракция ОМНО выступала решительно против отделения. Перед Сингапуром появилась опасность атаки со стороны Индонезии или насильственная интеграция в Малайскую Федерацию на невыгодных условиях. Большая часть международных СМИ скептически отнеслись к перспективам выживания Сингапура. Помимо вопроса суверенитета, остро стояли проблемы с безработицей, жильём, образованием, нехваткой природных ресурсов и земли. Безработица находилась в пределах 10-12 %, что в любой момент могло спровоцировать общественные беспорядки.
Сингапур сразу начал добиваться международного признания своего суверенитета. Новое государство присоединилось к ООН 21 сентября 1965, таким образом став 117-м членом этой организации, а в октябре того же года присоединилось к Содружеству наций. Министр иностранных дел Синнатамби Раджаратнам возглавил новое министерство, которое помогло установить независимость Сингапура и наладить дипломатические отношения с другими странами. 22 декабря 1965 были внесены изменения в Конституцию, согласно которым главой государства провозглашался Президент республики Сингапур, а само государство объявлялось Республикой. Позже Сингапур стал одним из соучредителей Ассоциации государств Юго-Восточной Азии 8 августа 1967 и был принят в Движение неприсоединения в 1970 году.
В 1961 году был основан Комитет экономического развития с целью формировать и воплощать национальные экономические стратегии, сосредоточиваясь на стимулировании производственной отрасли Сингапура. Были основаны промышленные парки (наиболее значимый — Джуронг), с помощью налоговых льгот привлекались иностранные инвестиции. Индустриализация трансформировала производственную отрасль, которая в результате начала производить товары с высокой добавленной стоимостью и получать значительные прибыли. В это время значительно выросла сфера услуг, развитие которой стимулировало большое количество кораблей, прибывавших в порт, и растущая торговля. Эти достижения помогли уменьшить безработицу. Сингапуру также удалось убедить благодаря привлекательным условиям крупные нефтяные компании, такие как Shell и Esso, открыть нефтеперерабатывающие заводы в Сингапуре, благодаря которым Сингапур стал третьим крупнейшим центром нефтепереработки в мире. Правительство щедро финансировало систему образования, приняло главным языком обучения английский и подчёркивало важность практических навыков для квалифицированной рабочей силы, рассчитанных на потребности промышленности.
Недостаток социального жилья хорошего качества, плохие санитарные условия, высокий уровень безработицы приводили к социальным проблемам: от преступлений до слабого здоровья. Распространение одноэтажных трущобных поселений приводило к проблемам с безопасностью и стало причиной пожара в районе Букит-Хо-Суи (Bukit Ho Swee) в 1961 году, когда погибли 4 человека, а 16 тысяч осталось без крова. Основанный ещё до независимости Комитет развития жилищного строительства продолжал в целом успешную работу, сооружались огромные жилые проекты, чтобы обеспечить доступным жильём и расселить трущобы. В течение десяти лет большинство населения было поселено в этих домах. В 1968 году была предложена программа Центрального страхового фонда, позволяющая гражданам использовать деньги из пенсионных счетов для покупки социального жилья; это помогло постепенно повысить процент собственников жилья в Сингапуре.
Британские войска остались в Сингапуре после обретения независимости, но в 1968 Лондон объявил о решении вывести войска после 1971 года. Благодаря тайной помощи военных советников из Израиля Сингапуру удалось быстро создать вооруженные силы, опираясь на национальную программу призыва, которая была предложена в 1976 году. Со времён независимости на оборону Сингапур тратил примерно 5 процентов ВВП в год. На сегодняшний день Вооружённые силы Сингапура являются одними из наиболее хорошо оснащённых в Азии.

### 1980-е и 1990-е годы

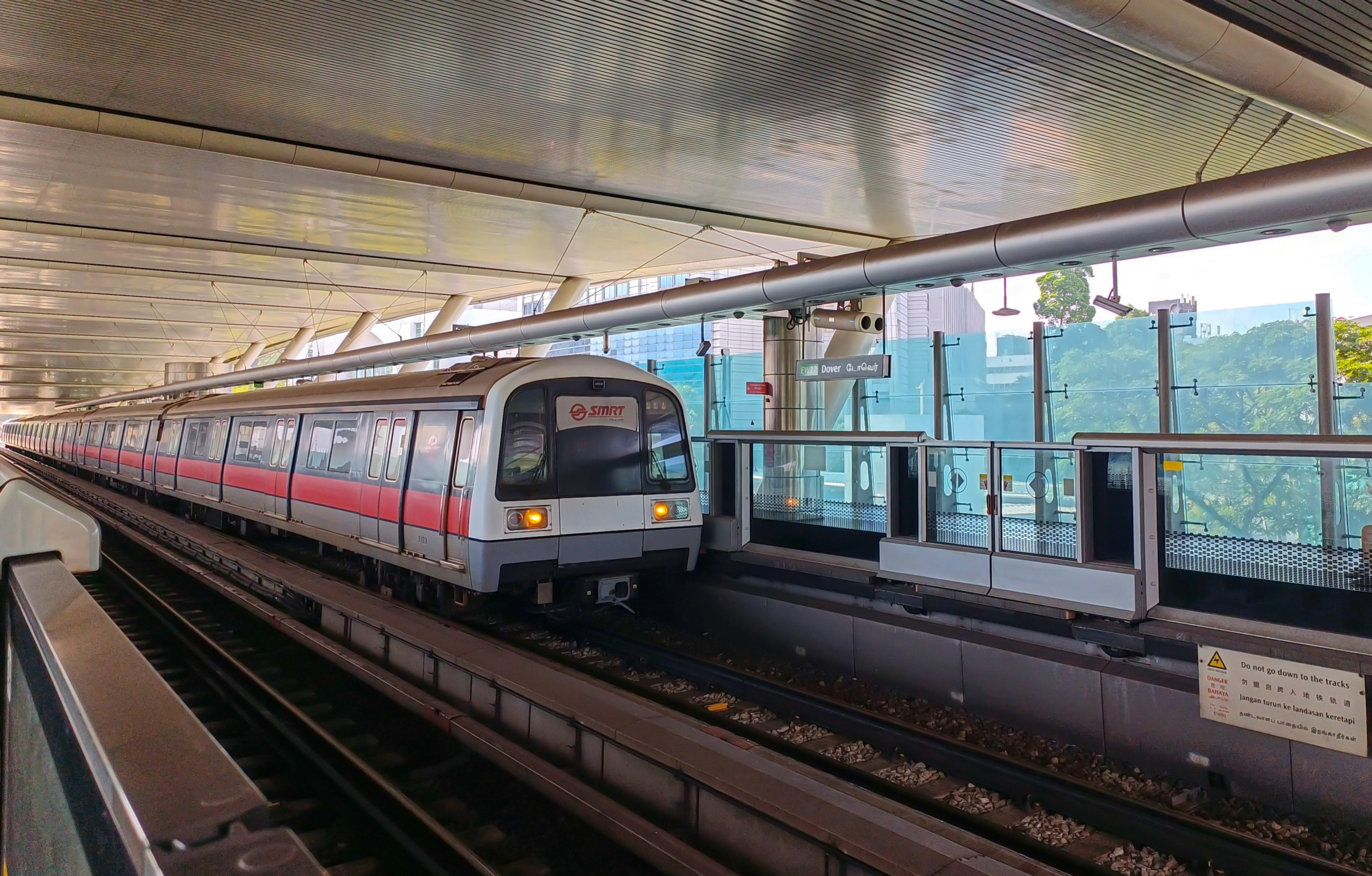
Сингапурский метрополитен

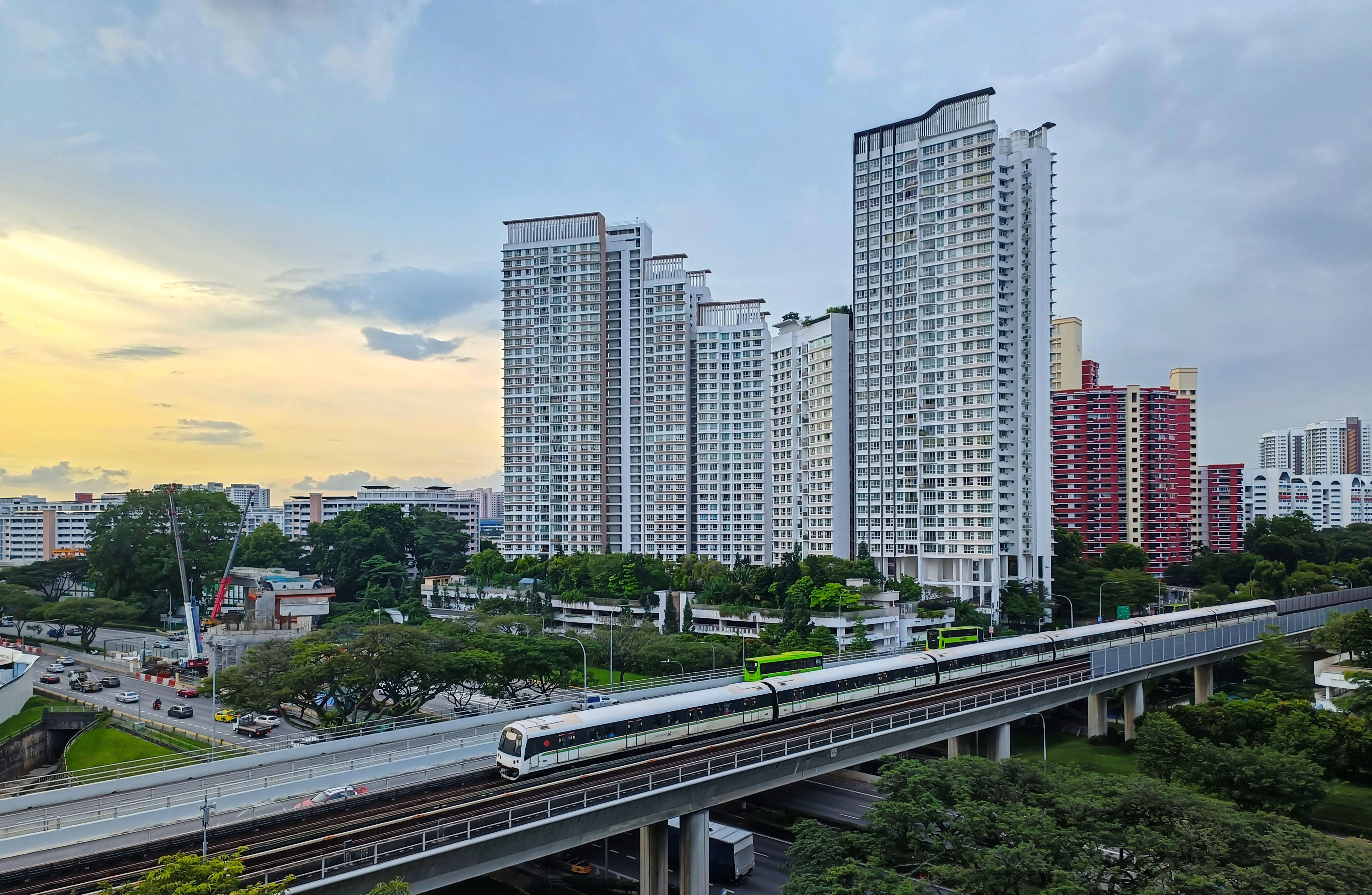
Вид на район Букит-Баток. Благодаря широкомасштабному строительству социального жилья большинство населения является собственниками квартир.

Дальнейшие успехи продолжались в течение 1980-х годов, уровень безработицы упал до 3 %, а реальный рост ВВП в среднем в год составлял 8 % до 1999 года. В течение 1980-х Сингапур начинает совершенствовать высокотехнологичные отрасли промышленности, чтобы иметь возможность конкурировать с соседями с более дешёвой рабочей силой. В 1981 году был открыт аэропорт Чанги и были созданы Сингапурские авиалинии, ставшие главным авиаперевозчиком страны. Порт Сингапура стал одним из самых загруженных портов мира. Сфера услуг и туризма также значительно выросли в течение этого периода. Сингапур стал важным транспортным узлом и важным туристическим центром.
Комитет развития жилищного строительства продолжал проектировать и строить новые жилые массивы, такие как Ан-Мо-Кио. Застройки этого периода имеют большие и качественные стандартные квартиры и сопровождаются лучшей инфраструктурой. На данный момент, 80-90 % процентов населения живёт в квартирах, построенных по программам Дирекции по недвижимости (HDB — the Housing and Development Board). В 1987 году была запущена первая ветка сингапурского метро, которая соединила многие из новых микрорайонов с центром города.
В политической жизни Сингапура продолжала доминировать Партия народного действия. ПНД выигрывала все места в парламенте в выборах с 1966 года по 1981 год. Некоторые активисты и политические оппозиционеры считают руководство ПНД авторитарным и считают, что строгое регулирование политической и медиа активности правительством нарушает политические права граждан. В качестве доказательств авторитаризма оппозиционные партии приводят осуждение оппозиционного политика Чи Сун Чжуана за незаконные протесты и иски за оскорбление достоинства против активиста Джошуа Бенджамина Джеяретнама. Недостаточное разделение властей между судебной системой и правительством приводит к дальнейшим обвинениям со стороны оппозиционных партий в судебных ошибках.

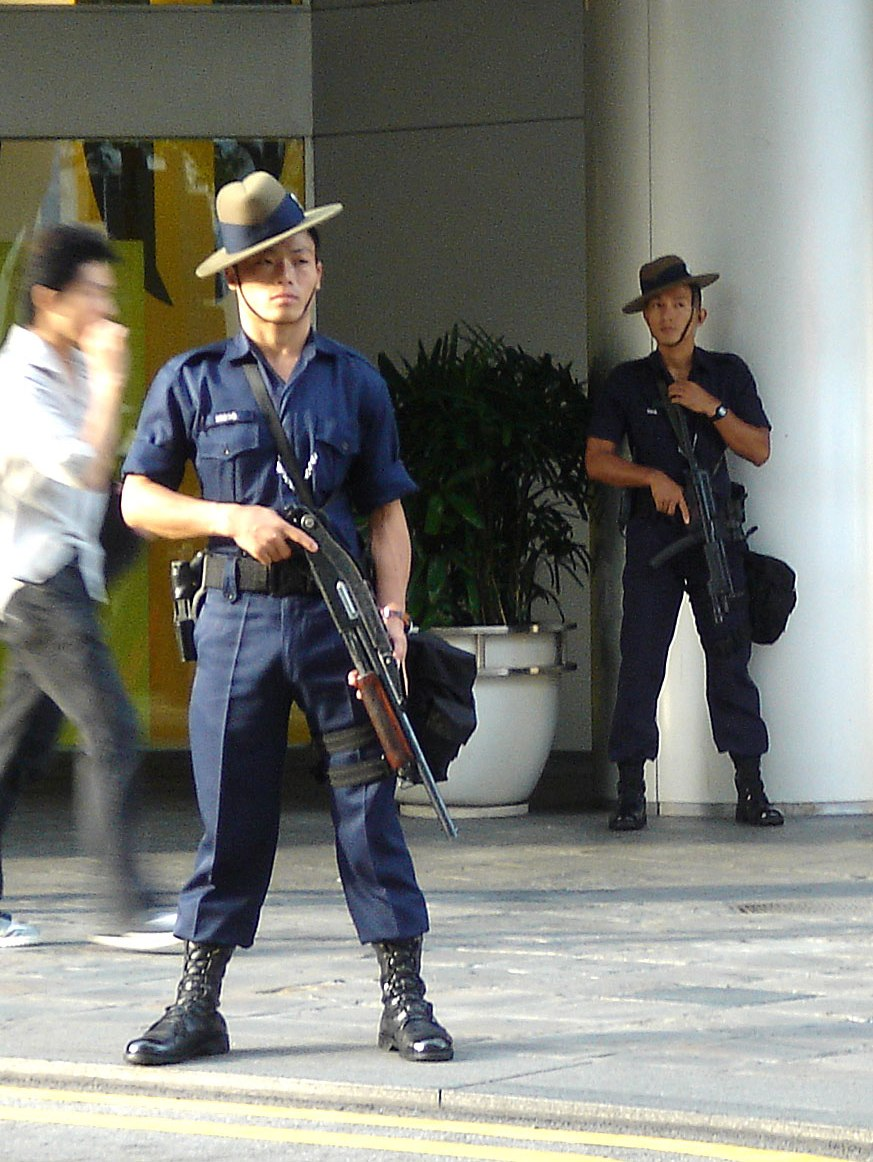
Угроза терроризма вынудила прибегнуть к повышению мер безопасности и развёртыванию контингента гуркхов в экстренных случаях.

Система власти в Сингапуре испытала несколько значительных изменений. В 1984 были внедрены должности невыборных членов парламента (Non-Constituency Members of Parliament, NCMPs), чтобы включить в парламент трёх представителей оппозиционных партий, набравших больше всего голосов, но не вошедших в парламент. В 1988 году были созданы Групповые избирательные округа, имевшие целью обеспечить представительство национальным меньшинствам в парламенте. В 1990 года была учреждена должность назначенных членов парламента (Nominated Member of Parliament, NMP), что позволило беспартийным общественным деятелям попасть в парламент без участия в выборах. В 1991 году были внесены изменения в Конституцию, чтобы сделать должность президента выборной. Президент согласно ей имеет право вето на использование национальных резервов и обладает правом назначения на государственные должности. Партии от оппозиции негативно оценили создание Групповых избирательных округов, поскольку новая система усложнила для них возможность избираться в парламент, а мажоритарная избирательная система снижает шансы небольших партий.
В 1990 году Ли Куан Ю передал руководство в руки Го Чок Тонгу, который стал вторым премьер-министром Сингапура. Для Го был присущ более открытый и консультативный стиль руководства. Страна продолжала модернизироваться. В 1997 Сингапур пережил азиатский финансовый кризис и жёсткие меры его преодоления, такие как урезание расходов Центрального страхового фонда.

### 2000-е годы

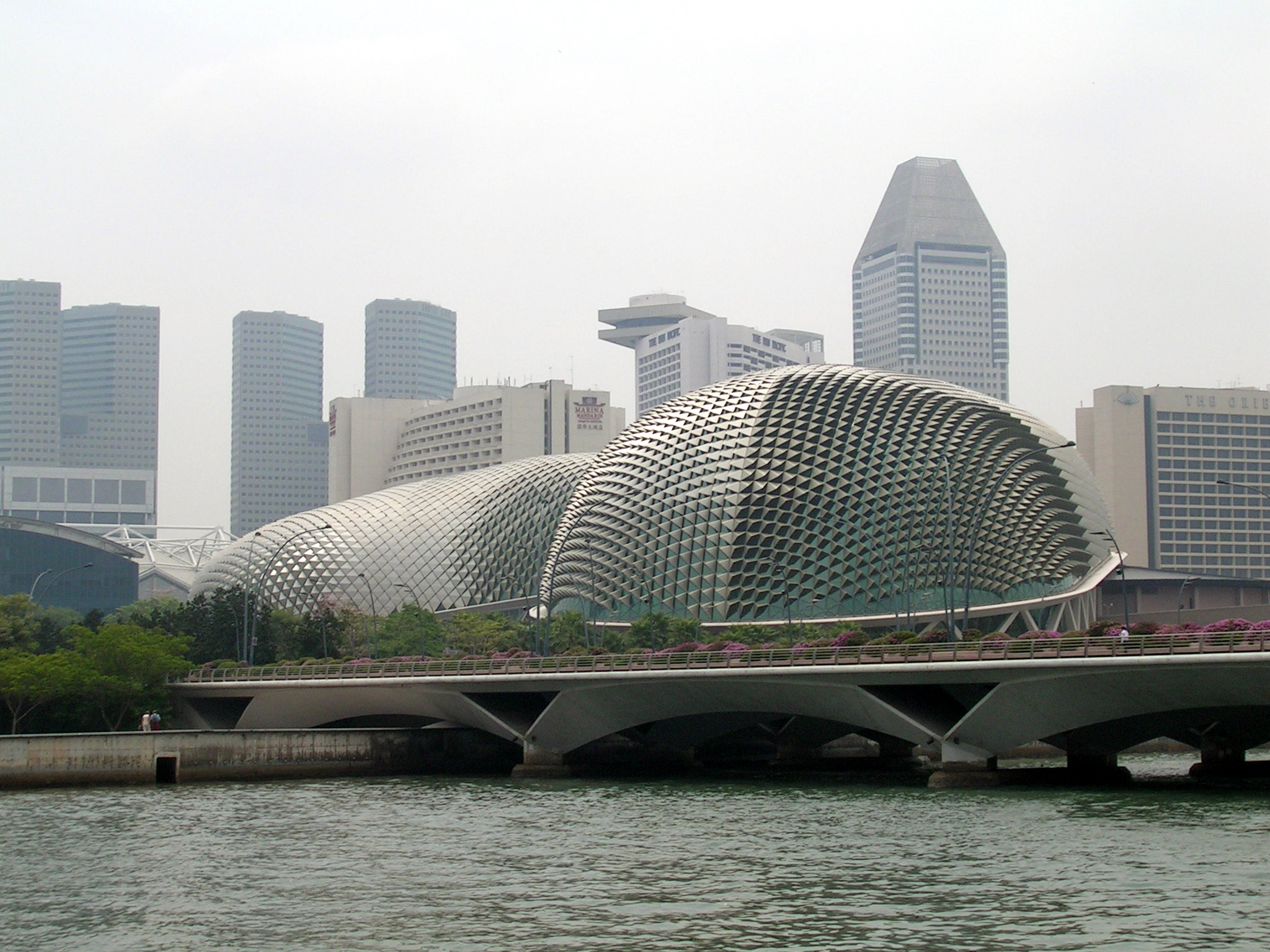
Театр «Эспланада». Культурная достопримечательность современного Сингапура

В начале 2000-х годов Сингапур прошёл через несколько кризисов, включая вспышку атипичной пневмонии в 2003 году и угрозу терроризма. В декабре 2001 года были разоблачены заговорщики, которые собирались подложить взрывные устройства под посольства и объекты инфраструктуры. Было арестовано 36 членов группы Джемаа Исламия согласно Закону о внутренней безопасности. Были приняты серьёзные антитеррористические меры, чтобы распознать и предотвратить потенциальные террористические акты и минимизировать ущерб от них, если они все же произойдут. Больше внимания стали уделять развитию социальной интеграции и доверия между различными сообществами.
В 2004 Ли Сяньлун, старший сын Ли Куан Ю, стал третьим премьер-министром Сингапура. Он провёл некоторые реформы, в частности уменьшение продолжительности национального призыва с двух с половиной до двух лет и легализацию игорного бизнеса. Дополнительные усилия были приложены для поднятия мирового престижа города, включая восстановление Сингапурского Гран-при в 2008 году, и проведение Летних юношеских олимпийских игр в 2010 году.
Всеобщие выборы 2006 года стали важной вехой, отметившиеся заметным использованием Интернета и блогов для освещения и комментирования выборов, что почти запрещено в официальных СМИ. ПНД осталась у власти, получив 82 из 84 парламентских кресел и 66 % процентов голосов. В 2005 умерли два бывших президента Сингапура Ви Ким Ви и Деван Наир.
Всеобщие выборы 2011 года были ещё одним водоразделом, поскольку впервые в групповом избирательном округе правящая партия ПНД проиграла оппозиционной партии.

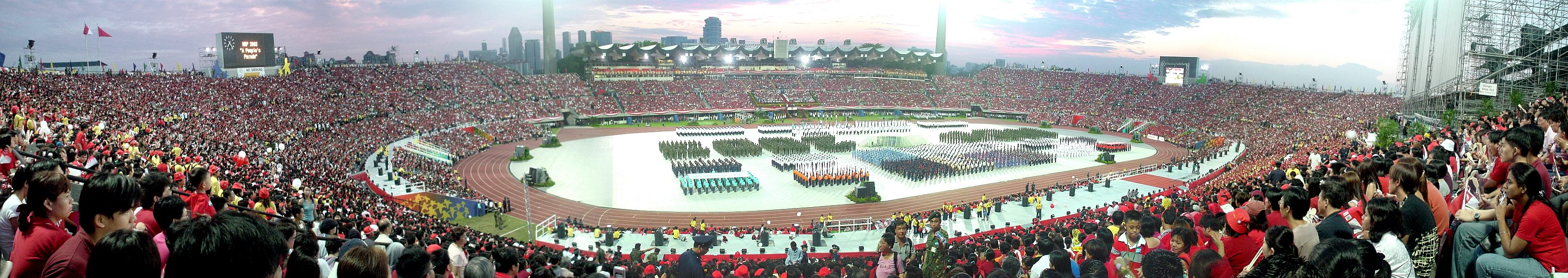
Празднование Национального Дня Сингапура 9 августа.